# Castanopsis trinervis
Castanopsis trinervis là một loài thực vật có hoa trong họ Fagaceae. Loài này được (H.Lév.) A.Camus mô tả khoa học đầu tiên năm 1929.